# Instrumental Collection Vol. 1
Instrumental Collection Vol. 1 é um EP-coletânea da banda de rock finlandesa Poets of the Fall. Foi lançado pelo selo Insomniac em 19 de fevereiro de 2016. Ao contrário do que o nome possa sugerir, não se trata de uma compilação de faixas instrumentais da banda, mas sim de uma coletânea de músicas que neste álbum foram lançadas somente com a parte instrumental (ou seja, sem os vocais), como se fora canções de karaoke.

## Faixas
1. "Lift" (Instrumental) - 4:53
2. "Cradled in Love" (Instrumental) - 4:44
3. "Love Will Come to You" (Instrumental) - 4:17
4. "Daze (Instrumental)" - 5:27
5. "Carnival of Rust" (Instrumental) - 4:22